# Parque nacional de Takamanda
El Parque nacional de Takamanda es un área protegida en el oeste del país africano de Camerún cerca de la línea fronteriza con Nigeria, creado en el año 2008 para ayudar a proteger al gorila del río Cross que se encuentra en peligro de extinción.
Un área antigua protegida, la reserva forestal de Takamanda, se estableció en 1934 y cubrió un área de 676 km².